# 福島県高等学校一覧
| 総数                                 | 99校             |
| 国立                                 | 1校              |
| 公立                                 | 81校             |
| 私立                                 | 18校             |
| 教育委員会所在地                     | 〒960-8688       |
| 福島県福島市杉妻町2-16 県庁西庁舎9階 |                  |
| 公式サイト                           | 福島県教育委員会 |

福島県高等学校一覧（ふくしまけんこうとうがっこういちらん）は、福島県の高等学校一覧。
全日制課程の存在しない高等学校については、定時制は「○○高等学校｛定時制｝」通信制は「○○高等学校｛通信制｝」定時制・通信制共に存在する場合は、定時制表記で記載する。

## 国立高等学校

### いわき市
- 福島工業高等専門学校

## 公立高等学校
公立高校全日制普通科は地区毎の8つの学区制をとっていて、学区外進学は定員の20％の制限を受ける。
分校、専門学科、総合学科、定時制課程、通信制課程は全県一学区。

### 県北地区

#### 福島市
- 福島県立福島高等学校
- 福島県立橘高等学校
- 福島県立福島商業高等学校
- 福島県立福島明成高等学校
- 福島県立福島工業高等学校
- 福島県立福島西高等学校
- 福島県立福島北高等学校
- 福島県立福島東高等学校
- 福島県立福島南高等学校
- 福島県立ふくしま新世高等学校 (定時制)

#### 伊達郡
- 福島県立川俣高等学校

#### 伊達市
- 福島県立伊達高等学校

#### 二本松市
- 福島県立安達高等学校
- 福島県立二本松実業高等学校

#### 本宮市
- 福島県立本宮高等学校

### 県中地区

#### 郡山市
- 福島県立安積高等学校
- 福島県立安積黎明高等学校
- 福島県立郡山商業高等学校
- 福島県立郡山東高等学校
- 福島県立郡山北工業高等学校
- 福島県立郡山高等学校
- 福島県立あさか開成高等学校
- 福島県立湖南高等学校
- 福島県立郡山萌世高等学校 (定時制・通信制)

#### 石川郡
- 福島県立石川高等学校

#### 須賀川市
- 福島県立須賀川桐陽高等学校
- 福島県立清陵情報高等学校
- 福島県立須賀川創英館高等学校

#### 岩瀬郡
- 福島県立岩瀬農業高等学校

#### 田村市
- 福島県立船引高等学校

#### 田村郡
- 福島県立田村高等学校
- 福島県立小野高等学校

### 県南地区

#### 西白河郡
- 福島県立光南高等学校

#### 白河市
- 福島県立白河高等学校
- 福島県立白河旭高等学校
- 福島県立白河実業高等学校
- 福島県立白河第二高等学校 (定時制)

#### 東白川郡
- 福島県立修明高等学校

### 会津地区

#### 会津若松市
- 福島県立会津高等学校
- 福島県立葵高等学校
- 福島県立会津学鳳高等学校
- 福島県立若松商業高等学校
- 福島県立会津工業高等学校
- 福島県立会津第二高等学校 (定時制)

#### 耶麻郡
- 福島県立猪苗代高等学校
- 福島県立西会津高等学校

#### 大沼郡
- 福島県立川口高等学校
- 福島県立会津西陵高等学校

#### 河沼郡
- 福島県立会津農林高等学校

#### 南会津郡
- 福島県立南会津高等学校
- 福島県立只見高等学校

#### 喜多方市
- 福島県立喜多方高等学校
- 福島県立喜多方桐桜高等学校

### いわき地区

#### いわき市
- 福島県立磐城高等学校
- 福島県立磐城桜が丘高等学校
- 福島県立平商業高等学校
- 福島県立平工業高等学校
- 福島県立いわき総合高等学校
- 福島県立いわき光洋高等学校
- 福島県立磐城農業高等学校
- 福島県立勿来高等学校
- 福島県立勿来工業高等学校
- 福島県立好間高等学校
- 福島県立四倉高等学校
- 福島県立小名浜海星高等学校
- 福島県立いわき湯本高等学校
- 福島県立いわき翠の杜高等学校 (定時制)

### 相双地区

#### 相馬市
- 福島県立相馬高等学校
- 福島県立相馬総合高等学校

#### 南相馬市
- 福島県立原町高等学校
- 福島県立相馬農業高等学校
- 福島県立小高産業技術高等学校

#### 双葉郡
- 福島県立ふたば未来学園高等学校

## 私立高等学校

### 福島市
- 福島成蹊高等学校
- 松韻学園福島高等学校
- 福島東稜高等学校
- 桜の聖母学院高等学校

### 伊達市
- 聖光学院高等学校

### 郡山市
- 日本大学東北高等学校
- 尚志高等学校
- 帝京安積高等学校
- 郡山女子大学附属高等学校
- KTCおおぞら高等学院 (通信制)

### 石川郡
- 学校法人石川高等学校

### いわき市
- 東日本国際大学附属昌平高等学校
- いわき秀英高等学校
- 福島県磐城第一高等学校
- 磐城緑蔭高等学校

### 会津若松市
- 仁愛高等学校
- 会津若松ザベリオ学園高等学校
- 会津北嶺高等学校